# Pont Cardinet (stacja metra)
Pont Cardinet – stacja czternastej linii paryskiego metra położona w 17. dzielnicy. Otwarcie miało miejsce 14 grudnia 2020 roku. Stacja umożliwia przesiadkę na przystanek linii L Transilien o tej samej nazwie. W 2021 roku ze stacji skorzystało 4 168 538 pasażerów, co dało jej pięćdziesiąte (na trzysta pięć) miejsce w całym systemie względem popularności.